# Kogelgewricht (paard)
Het kogelgewricht van een paard bevindt zich in het onderbeen van het paard, specifiek tussen het pijpbeen of de metacarpus/metatarsus en het kootbeen. Dit gewricht absorbeert een groot deel van de schokken die terechtkomen op het been. Een vaak voorkomende aandoening aan het kogelgewricht is artrose. Hierbij ontstaat door overmatige slijtage van het gewricht pijn bij het bewegen.
Een ontsteking aan het kogelgewricht bevindt zich vaak op een complexe plaats waardoor het niet lokaal te behandelen valt maar operatief moet verlopen. De voornaamste functie van het kogelgewricht is de voorwaartse en zijwaartse beweging van het paard, alsook het in het rond bewegen van het paard.
De naam is verwarrend, omdat het bedoelde gewricht geen kogelgewricht is maar een scharniergewricht.